# Forza aerea della flotta
La Forza aerea della flotta è la componente aerea, ovvero, l'aviazione navale della Forza marittima di autodifesa del Giappone. Il comando è espletato dalla Sezione aeronavale di Atsugi (Naval Air Facility Atsugi) sulla base aerea omonima ed è responsabile sia degli aeromobili ad ala fissa che di quelli ad ala rotante della marina militare giapponese. Nel 2012 era equipaggiata con oltre 200 velivoli ad ala fissa e 150 elicotteri. Questi velivoli operano da basi in tutto il Giappone, nonché dalle navi della japan Maritime Self Defence Force  JMSDF.

## Storia
I primi velivoli della Forza marittima di autodifesa (JMSDF) furono 16 aerei da pattugliamento marittimo Lockheed P2V Neptune, che le furono forniti dalla Marina degli Stati Uniti nel 1956, inoltre, sempre la US Navy fornì al Giappone 60 Grumman S-2 Tracker dal 1957. Durante gli anni '80, la forza di 82 Neptune della JMSDF (la maggior parte dei quali era la variante Kawasaki P-2J costruita localmente) fu sostituita da circa 100 Lockheed P-3 Orion. I primi elicotteri da combattimento del JMSDF furono il Mitsubishi HSS-2 (la variante giapponese del Sikorsky SH-3 Sea King). Questi elicotteri furono poi sostituiti dagli SH-60J negli anni '90.
Oltre alla Marina degli Stati Uniti, la JMSDF è l'unica a utilizzare elicotteri antimine navali. I primi velivoli ad ala rotante utilizzati a questo scopo furono otto V-107A CH-46. Questi elicotteri furono sostituiti da undici MH-53E negli anni '90. Sette elicotteri MCH-101, versione locale del AgustaWestland AW101  sono stato ordinati per sostituire gli MH-53E, di cui cinque erano già stati consegnati entro la metà del 2012.

## Organizzazione attuale
L'organizzazioni delle unità aeree dell'aviazione navale della JMSDF ricalca quella della US Navy. Le unità organizzative principali sono il Kōkū shūdan (gruppo), Kōkū-gun (stormo), Kōkūtai (squadriglia) e Hikōtai (sezione).
A metà 2012 la struttura delle unità aeree della JMSDF era la seguente:

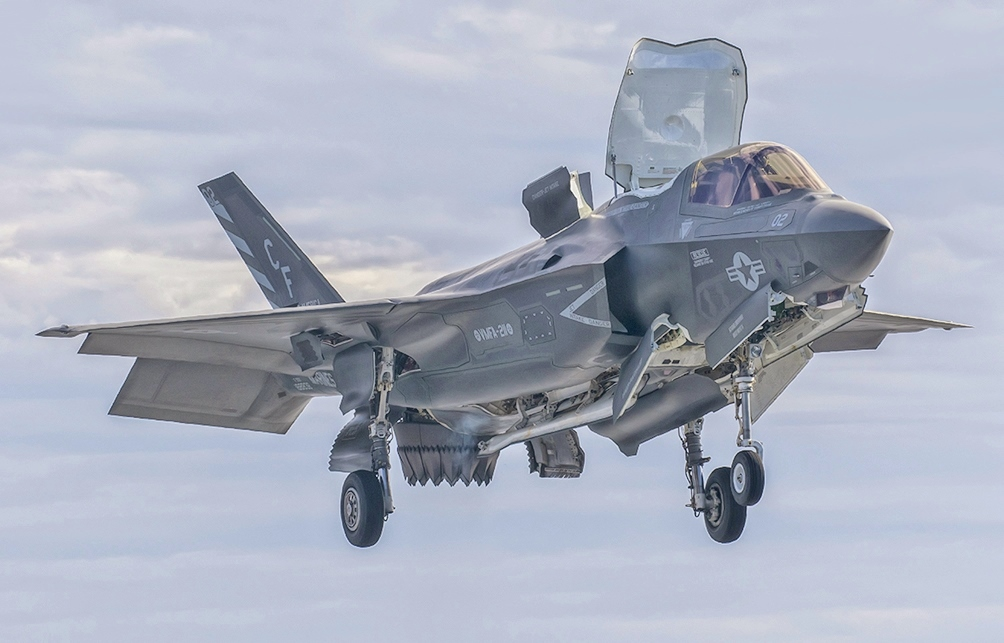
Un F-35B si prepara a un appontaggio verticale sulla USS America

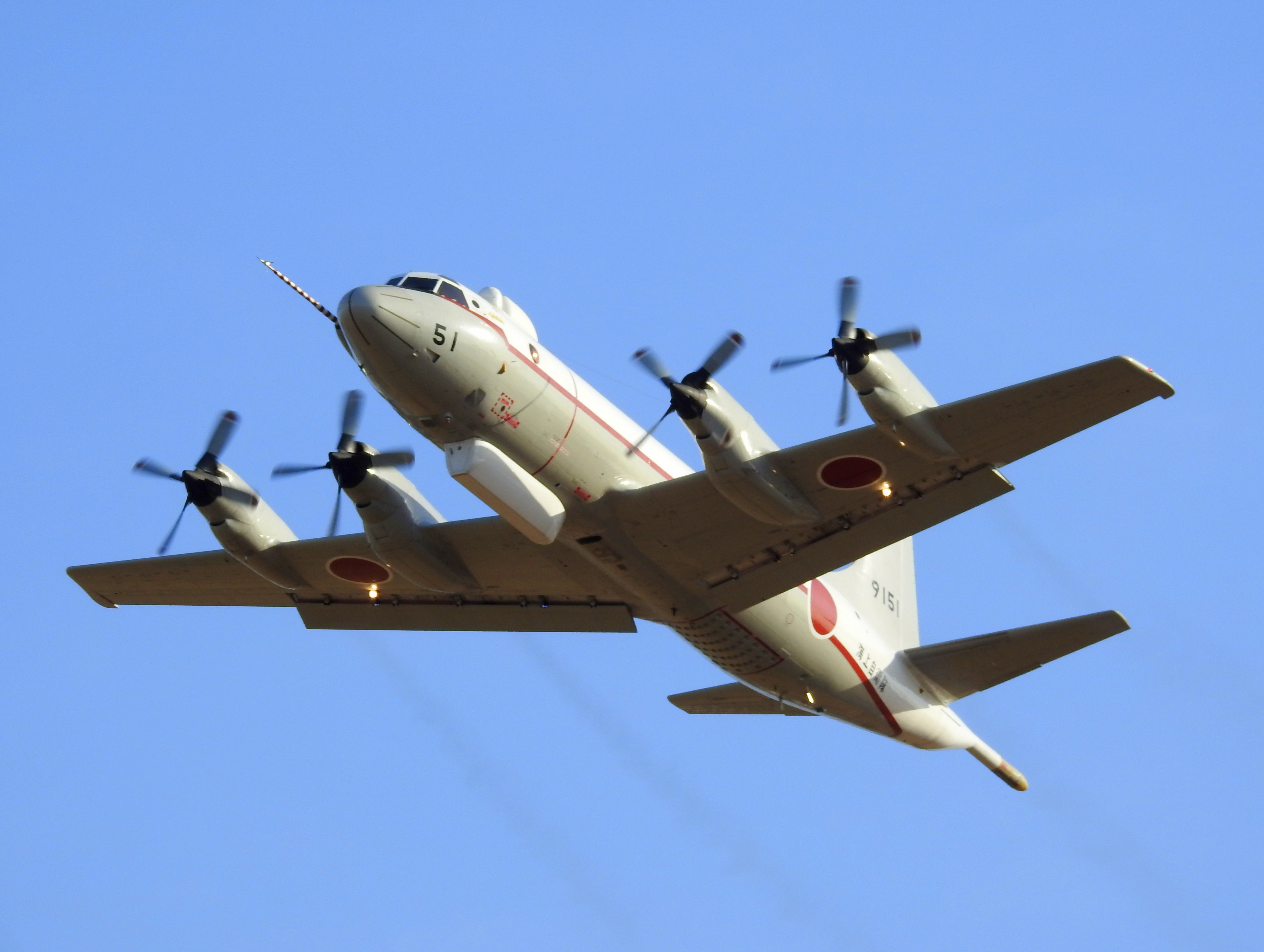
Lockheed UP-3C Orion #9151

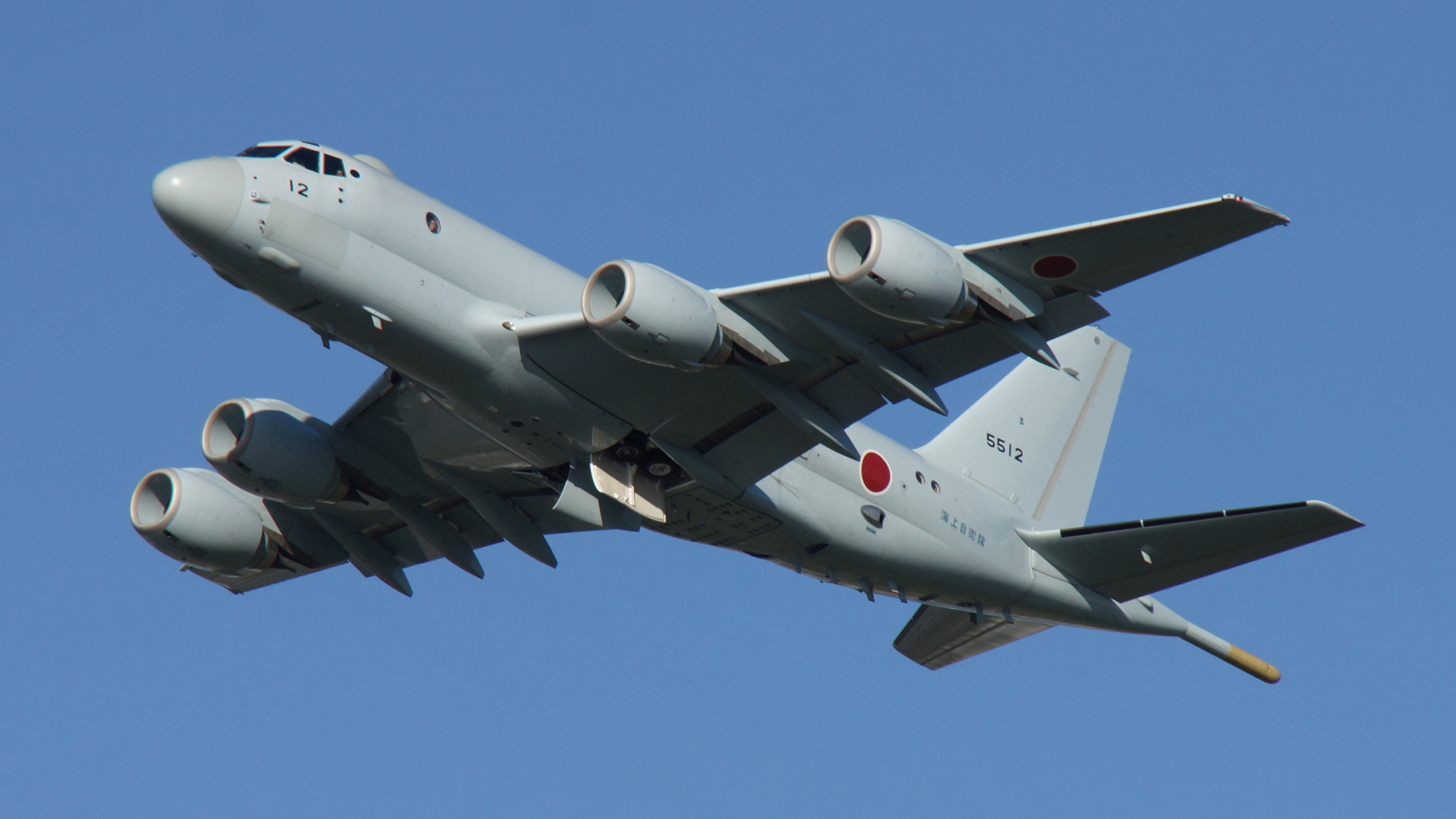
Kawasaki P-1

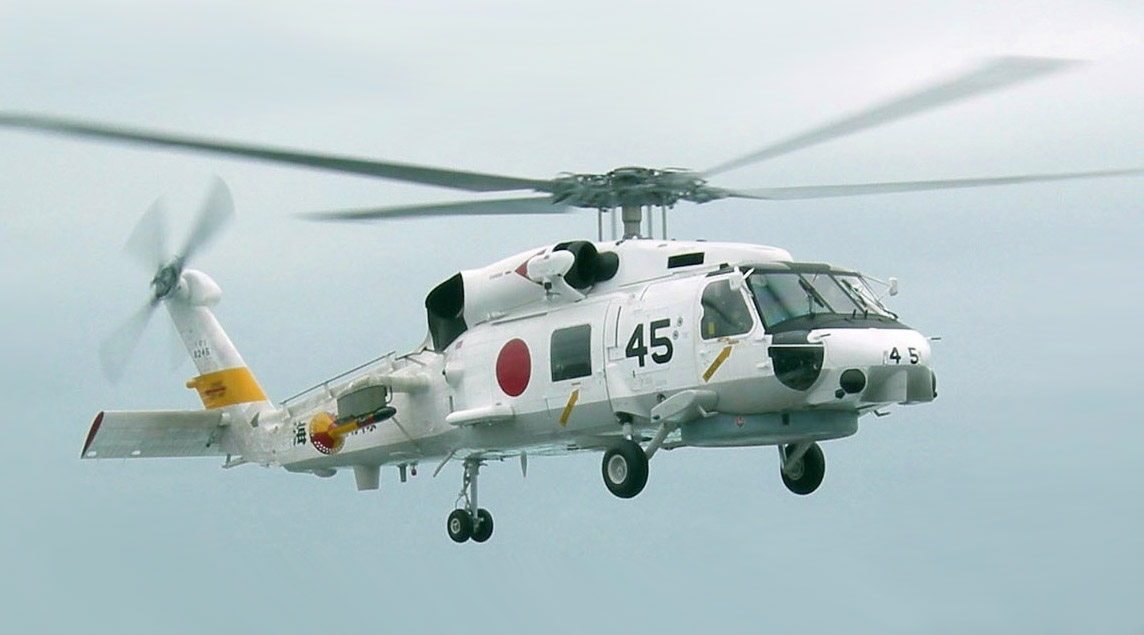
Un elicottero SH-60J Seahawk dello Haruna (DDH-141) apponta sullo USS Russell (DDG-59)

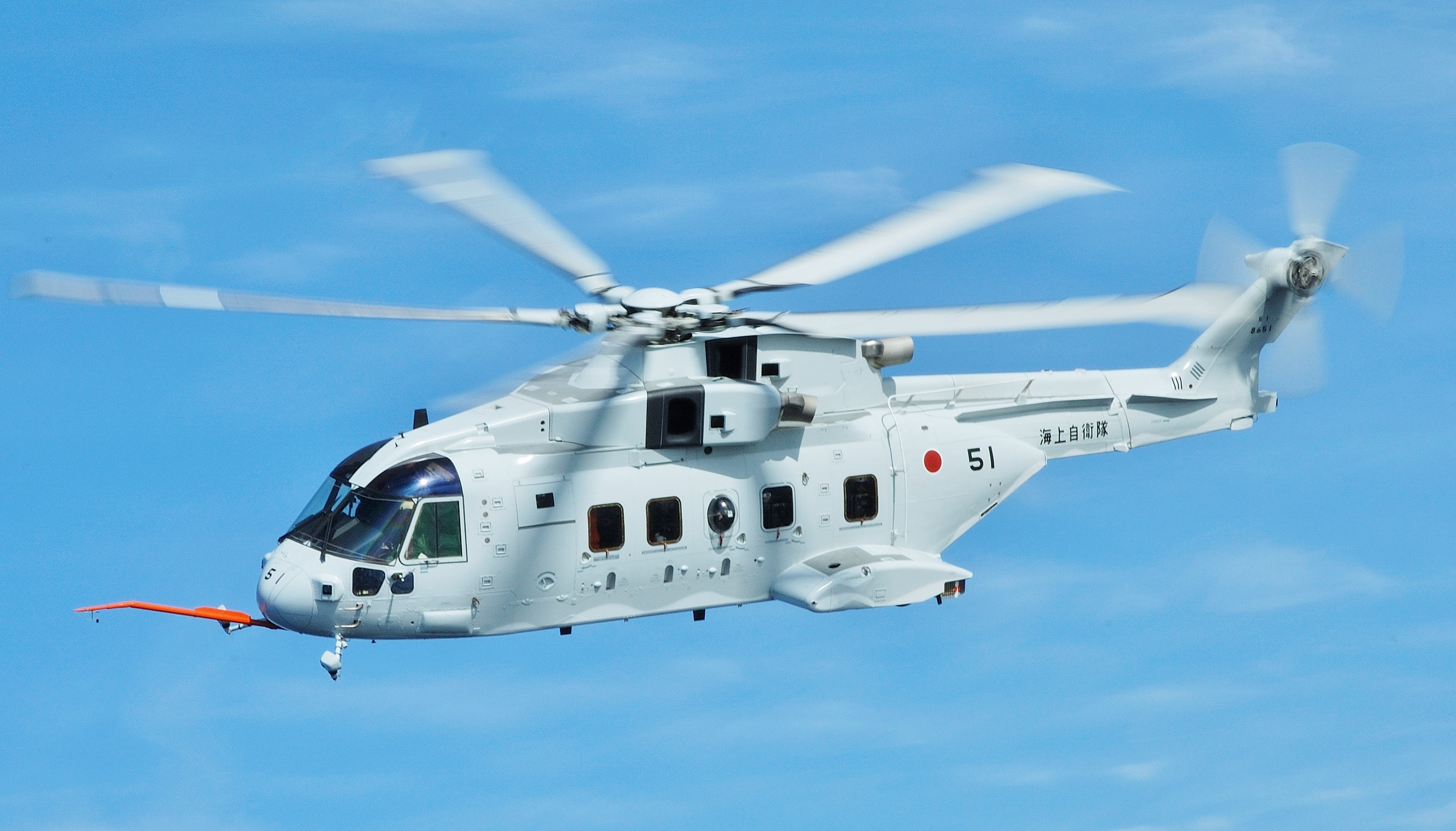
Mitsubishi MCH-101

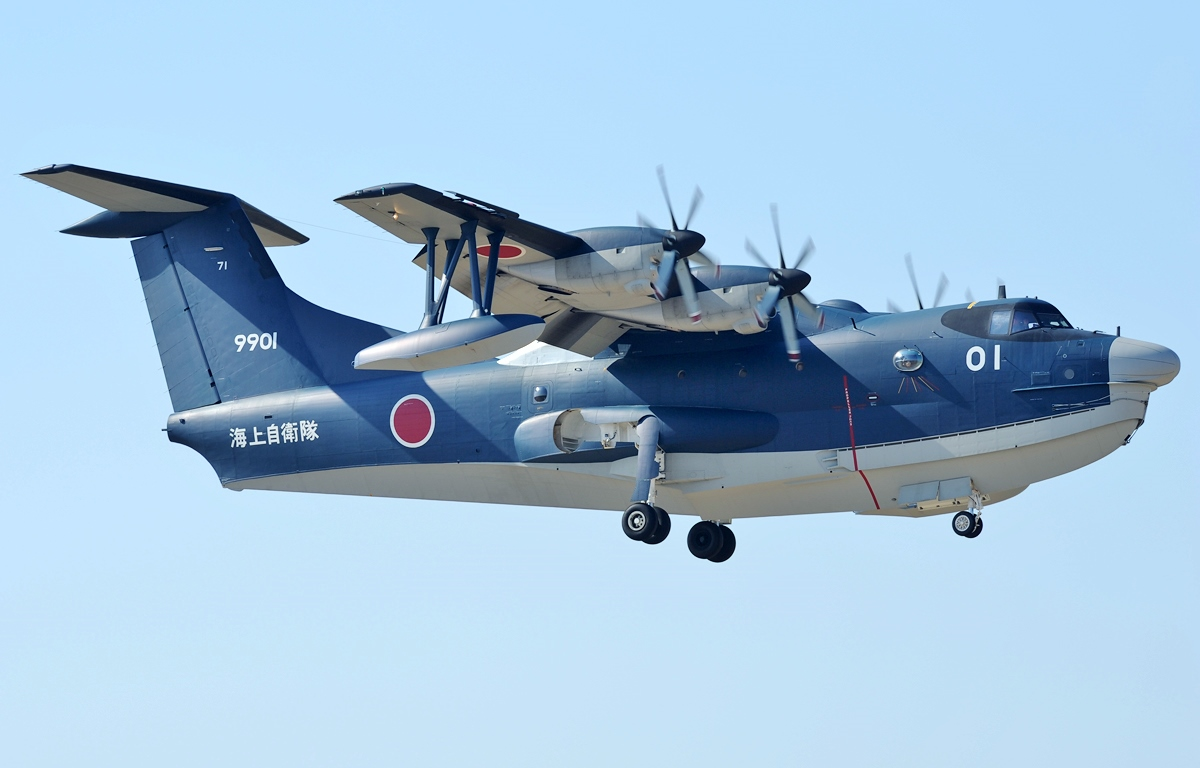
ShinMaywa US-2

Forza Aerea della Flotta (Q/G: base aerea di Atsugi)
- 1º Stormo (base aerea di Kanoya)
  - 1ª Squadriglia aeropatuggliatori marittimi (P-3C Orion / Kawasaki P-1)
  - 1ª Squadriglia manutenzione e rifornimenti
  - Stazione aeromobili della Marina  – Kanoya
- 2º Stormo (base aerea di Hachinohe)
  - 2ª Squadriglia aeropatuggliatori marittimi (P-3C Orion)
  - 2ª Squadriglia manutenzione e rifornimenti
  - Stazione aeromobili della Marina – Hachinohe
- 4º Stormo (base aerea di Atsugi)[4]
  - 3ª Squadriglia aeropatuggliatori marittimi (Kawasaki P-1)
  - 4ª Squadriglia manutenzione e rifornimenti
  - Stazione aeromobili della Marina – Atsugi
  - Stazione aeromobili della Marina – Iwoto
    - Sezione aerea ausiliaria di Minamitorishima
- 5º Stormo (base aerea di Naha)
  - 5ª Squadriglia aeropatuggliatori marittimi  (P-3C Orion)
  - 5ª Squadriglia manutenzione e rifornimenti
  - Stazione aeromobili della Marina – Naha
- 21º Stormo (base aerea di Tateyama)
  - 21ª Squadriglia elicotteri antisom (base aerea di Tateyama: SH-60J/K)
  - 23ª Squadriglia elicotteri antisom (eliporto di Maizuru: SH-60J/K)
  - 25ª Squadriglia elicotteri antisom (base navale di Ōminato:  SH-60J/K)
  - 73ª Squadriglia elisoccorso (base aerea di Tateyama: UH-60J)
    - Distaccamento elisoccorso di Ōminato
    - Distaccamento elisoccorso di Iwoto

  - 21ª Squadriglia manutenzione e rifornimenti
  - Stazione aeromobili della Marina – Tateyama
- 22º Stormo (base aerea di Ōmura)
  - 22ª Squadriglia elicotteri antisom (base aerea di Ōmura SH-60J/K)
  - 24ª Squadriglia elicotteri antisom (base aerea di Komatsushima, SH-60J/K)
  - 72ª Squadriglia elisoccorso (base aerea di Ōmura, UH-60J)
    - Distaccamento elisoccorso di Kanoya
    - Distaccamento elisoccorso di Tokushima

  - 22ª Squadriglia manutenzione e rifornimenti
  - Stazione aeromobili della Marina – Ōmura
- 31º Stormo (base aerea di Iwakuni)
  - 71ª Squadriglia aerossocorso (base aerea di Atsugi: US-1A, US-2)
  - 81ª Squadriglia ricognizione aerea (base aerea di Iwakuni: EP-3, OP-3C)
  - 91ª Squadriglia supporto addestramento aereo (base aerea di Iwakuni: UP-3D, U-36A)
  - 31ª Squadriglia manutenzione e rifornimenti
  - Squadriglia manutenzione aerobersagli (Etajima: BQM-34AJ)
  - Stazione aeromobili della Marina di Iwakuni
- Squadriglia sperimentale aeromarittima (base aerea di Atsugi)
- 61ª Squadriglia trasporti aerei 61 (base aerea di Atsugi: C-130R, LC-90)
- 111ª Squadriglia elicotteri contromisure mine (base aerea di Iwakuni: MCH-101)
- 1ª Squadriglia manutenzione velivoli (base aerea di Kanoya)
- 2ª Squadriglia manutenzione velivoli (base aerea di Hachinohe)
- Gruppo servizio controllo aereo (base aerea di Atsugi)
- Gruppo mobile costruzioni (base aerea di Hachinohe)

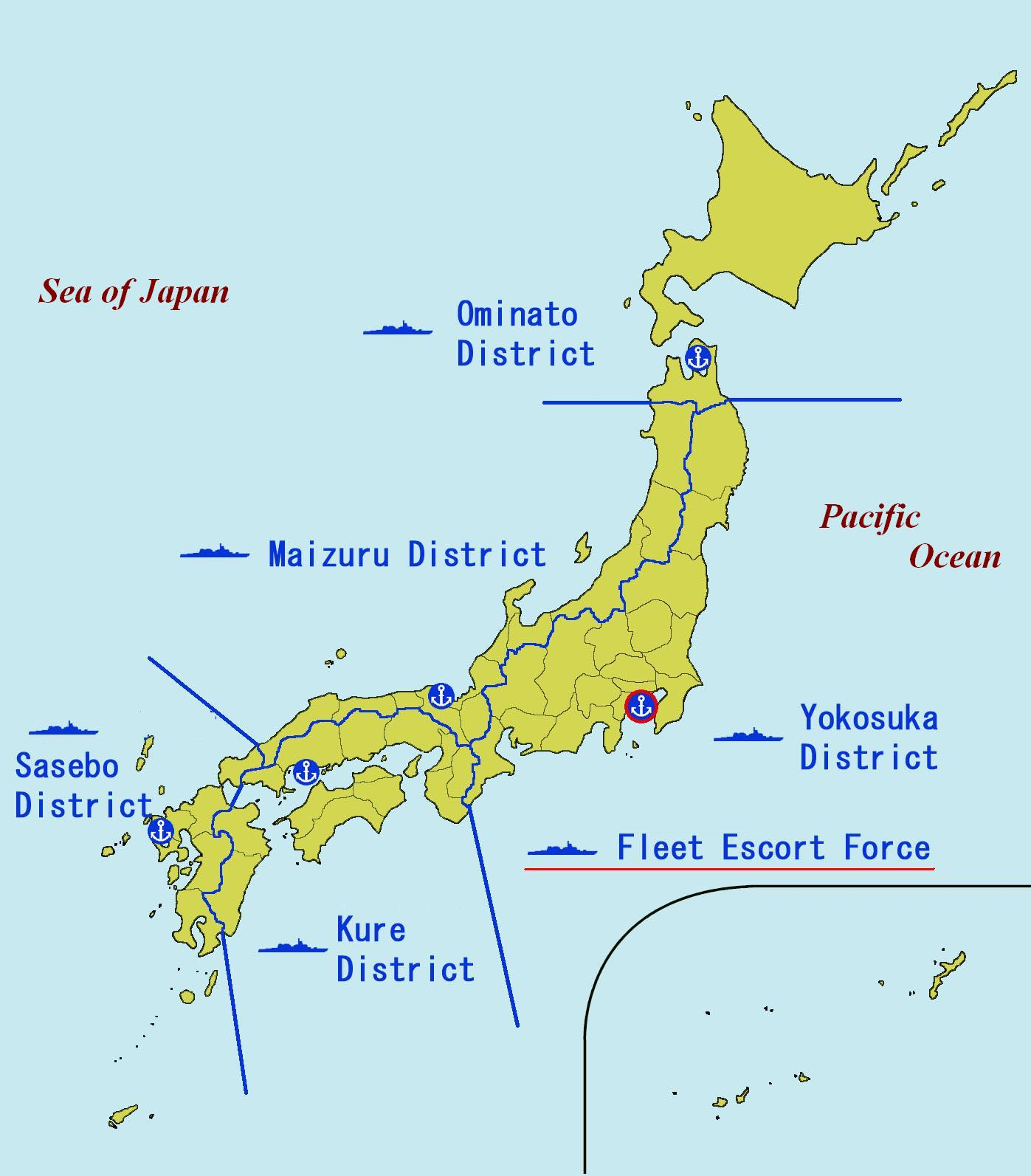
Dipartimenti marittimi della JMSDF

Unità aggregate alle Forze dipartimentali
- Dipartimento marittimo di Kure
  - Squadriglia di Komatsushima (eliporto di Komatsushima: SH-60J)
- Dipartimento marittimo di Ōminato
  - Squadriglia di Ōminato (base navale di Ōminato: SH-60J)
  - Sezione aerea di Ōminato (UH-60J)
- Dipartimento marittimo di Sasebo
  - Squadriglia di Ōmura (base aerea di Ōmura: SH-60J)
- Dipartimento marittimo di Yokosuka
  - Sezione aerea di Shirase (base aerea di Tateyama: SH-60J)

Comando addestramento aereo
- Gruppo addestramento aereo di Shimofusa (base aerea di Shimofusa)
  - 203ª Squadriglia addestramento aereo (P-3C)
  - 205ª Squadriglia addestramento aereo  (senza aeromobili)
- Gruppo addestramento aereo di Tokushima (aeroporto di Tokushima)
  - 202ª Squadriglia addestramento aereo (Beechcraft TC-90 King Air, Beechcraft UC-90 King Air)
- Gruppo addestramento aereo di Ozuki (base aerea di Ozuki)
  - 201ª Squadriglia addestramento aereo (Fuji T-5)
    - 211ª Squadriglia addestramento aereo (OH-6D, OH-6DA, SH-60J, Eurocopter TH-135)

## Aeromobili in uso
Sezione aggiornata annualmente in base al World Air Force di Flightglobal del corrente anno. Tale annuario non contempla UAV, aerei da trasporto VIP ed eventuali incidenti accorsi durante l'anno della sua pubblicazione. Modifiche giornaliere o mensili che potrebbero portare a discordanze nel tipo di modelli in servizio e nel loro numero rispetto a WAF, vengono apportate in base a siti specializzati, periodici mensili e bimestrali. Tali modifiche vengono apportate onde rendere quanto più aggiornata la tabella.
| Aeromobile                       | Origine     | Tipo                                                                                   | Versione (denominazione locale) | In servizio (2024) | Note | Immagine |
| Aerei per impieghi speciali      |             |                                                                                        |                                 |                    | |          |
| Lockheed P-3 Orion               | Stati Uniti | aereo da pattugliamento marittimoELINT aereo da ricognizione aereo da addestramento EW | P-3CEP-3COP-3CUP-3C/D           | 37543              | La produzione su licenza ha riguardato sia macchine appartenenti alla variante Update II.5 sia Update III, per un totale di 101 esemplari destinati alla lotta antisom (l'ultimo dei quali consegnato nel settembre 1997), 5 EP-3C per missioni ELINT/SIGINT (l'ultimo dei quali consegnato nel 1998), un esemplare per sperimentazioni e valutazioni UP-3C e 3 esemplari UP-3D per l'addestramento EW (l'ultimo dei quali consegnato nel 2000). |          |
| Kawasaki P-1                     | Giappone    | aereo da pattugliamento marittimo                                                      | P-1A                            | 33                 | Primi 2 esemplari consegnati il 26 marzo 2013, con previsione di acquisto di 70 esemplari. |          |
| ShinMaywa US-2                   | Giappone    | idrovolante SAR                                                                        | US-2                            | 6                  | 14 esemplari ordinati. Con 8 esemplari costruiti (ancora in produzione), al 31 luglio 2024, con un esemplare perso nel 2015 e il ritiro del primo US-2, dovrebbero essere sei gli esemplari ancora in servizio. |          |
| Aeromobili a pilotaggio remoto   |             |                                                                                        |                                 |                    | |          |
| General Atomics MQ-9 SeaGuardian | Stati Uniti | UAV                                                                                    | MQ-9B                           | 1                  | 1 MQ-9B ricevuto a maggio 2023 per verificare la compatibilità del velivolo in alcune missioni svolte dai P-1A e dai P-3C. A conclusione con successo del ciclo di prove, a dicembre 2024 è avvenuta la selezione della versione MQ-9B SeaGuardian. |          |
| Aerei da trasporto               |             |                                                                                        |                                 |                    | |          |
| Lockheed C-130 Hercules          | Stati Uniti | aereo da trasporto                                                                     | C-130R                          | 6                  | 6 KC-130H ex US Navy acquistati nel 2011 e ricevuti dopo essere stati riconvertiti in cargo. |          |
| Beechcraft King Air 90           | Stati Uniti | aereo da trasportoaereo da addestramento                                               | C-90TC-90                       | 512                | |          |
| Aerei da addestramento           |             |                                                                                        |                                 |                    | |          |
| Fuji T-5                         | Giappone    | aereo da addestramento                                                                 | T-5                             | 30                 | 36 T-5 ordinati nel 1984 e consegnati a partire dal 1988, sostituiti successivamente da 30 nuovi esemplari, entrati in servizio tra il 2008 e il 2015. La produzione di un nuovo lotto di 30 aerei è stata autorizzata a settembre 2024. |          |
| Elicotteri                       |             |                                                                                        |                                 |                    | |          |
| Sikorsky SH-60 Seahawk           | Stati Uniti | elicottero ASW                                                                         | SH-60J SH-60K                   | 118                | 103 SH-60J e 19 UH-60J ricevuti a partire dal 1991. Due esemplari sono stati persi in un incidente il 20 aprile 2024 dopo essere entrati in collisione. Gli ultimi due elicotteri utility UH-60J sono stati ritirati dal servizio il 21 luglio 2024. |          |
| AgustaWestland AW101             | Italia      | elicottero per ricerca mineelicottero da trasporto                                     | MCH-101CH-101                   | 123                | 10 MCH-101 per la caccia alle mine e 3 CH-101 da trasporto ordinati nel 2003 con consegne a partire dal 24 maggio 2006. Un ulteriore esemplare ordinato nel 2022. |          |
| Eurocopter EC 135                | Francia     | elicottero utility                                                                     | TH-135                          | 15                 | |          |

### Aeromobili ritirati
- Learjet U-36A - 6 esemplari (1986-2025)[22][23]
- Sikorsky UH-60J Black Hawk - 19 esemplari (1991-2024)[24][19]
- Sikorsky MH-53E Sea Dragon - 11 esemplari (1989-2017)[17]
- ShinMaywa US-1A - 20 esemplari (1974-2017)[17][25]
- Hughes OH-6DA Cayuse - 5 esemplari (1999-2015)[17]
- NAMC YS-11 - 10 esemplari (1967–2014)[17]
- Sikorsky S-61A Sea King - 20 esemplari (1965–2008)[17]
- Hughes OH-6D Cayuse - 14 esemplari (1982-2008)[17]
- Sikorsky HSS-2 Sea King - 167 esemplari (1964–2003)[17]
- Fuji KM-2 - 64 esemplari (1962–1998)[17]
- Hughes OH-6J Cayuse - 3 esemplari (1973-1995)[17]
- Bell 47 - 15 esemplari (1954–1995)[17]
- Beechcraft B-65 - 28 esemplari (1960–1991)[17]
- Kawasaki P-2J - 83 esemplari (1969–1994)[17]
- Boeing KV-107II - 9 esemplari (1963–1990)[17]
- ShinMaywa PS-1 - 23 esemplari (1968–1989)[17]
- Sikorsky S-62J - 9 esemplari (1965–1986)[17]
- Grumman S2F-1 Tracker - 60 esemplari (1961–1984)[17]
- Beechcraft B-65P - 1 esemplare (1960–1983)[17]
- Lockheed P2V-7 Neptune - 64 esemplari (1956–1982)[17]
- Beechcraft T-34A Mentor - 20 esemplari (1954-1982)[17]
- Grumman UF-2 Albatross - 6 esemplari (1961–1976)[17]
- Sikorsky HSS-1 - 17 esemplari (1958–1975)[17]
- Douglas R4D-6 Skytrain - 4 esemplari (1958–1972)[17]
- Sikorsky S-55A - 13 esemplari (1954-1970)[17]
- ShinMaywa UF-XS - 1 esemplare (1962–1967)[17]
- Beechcraft SNB-4 - 37 esemplari (1957–1966)[17]
- North American SNJ-5/6 - 52 esemplari (1954–1966)[17]
- Kawasaki KAL-2 - 1 esemplare (1954–1966)[17]
- Grumman JRF Goose - 4 esemplari (1955–1961)[17]
- Westland WS-51 - 3 esemplari (1954–1961)[17]
- Lockheed PV-2 Harpoon - 17 esemplari (1955–1960)[17]
- Consolidated PBY-6A Catalina - 2 esemplari (1956–1960)[17]
- Grumman TBF Avenger - 20 esemplari (1954-1960)[17]